# Odtávání sněhu

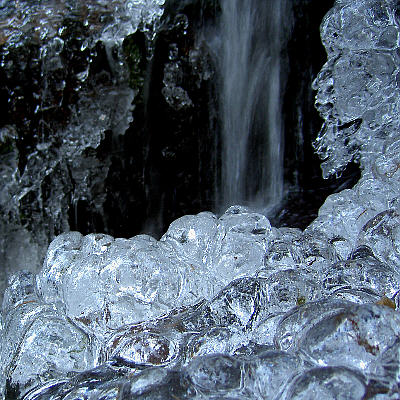
Pohled na odtávající led.

Odtávání sněhu nebo ledu (v případě ledu odborně ablace ledu) označuje úbytek sněhu a ledu z povrchu sněhové pokrývky nebo ledovce, které je způsobováno převážně táním, výparem, či mechanickým rozrušováním ledovce. Při odtávání ledovce dochází k zanechání přední morény.
V některých obdobích se stává, že odtávání sněhu/ledovce je příliš rychlé a potoční či říční síť nestíhá odvádět vodu. V takovémto případě dochází ke vzniku povodní. K jejich snadnému vzniku přispívá po zimě promrzlá půda, kdy se voda nemůže vsakovat do podloží a tím se jí ještě více hromadí do vodní sítě. Ke vzniku takovéto povodně může přispět i déšť, který urychluje tání sněhu a ledu a zvyšuje množství vody v krajině.